# Brad McDonald
Brad McDonald (17 de febrero de 1990 en Kudijip) es un futbolista papú que posee también la nacionalidad australiana. Juega como defensor en el Davao Aguilas de las Filipinas.

## Carrera
Debutó en 2007 jugando para el Brisbane City. En 2008 se volvió parte de las inferiores del Brisbane Roar hasta que en 2010 firmó con el Brisbane Strikers. Ese mismo año dio el salto a la A-League al ser contratado por el North Queensland Fury, aunque ya para 2011 había vuelto al Strikers. Ese año pasó al Central Coast Mariners, donde permaneció hasta 2013, cuando comenzó a jugar en clubes de las National Premier Leagues hasta regresar al Mariners en 2016. Fue rescindido de su contrato en 2017, por lo que recaló en el Davao Aguilas de las Filipinas.

### Clubes
| Club                        | País      | Año             |
| --------------------------- | --------- | --------------- |
| Brisbane City               | Australia | 2007            |
| Brisbane Roar Football Club | Australia | 2008 - 2009     |
| Brisbane Strikers           | Australia | 2010            |
| North Queensland Fury       | Australia | 2010 - 2011     |
| Brisbane Strikers           | Australia | 2011            |
| Central Coast Mariners      | Australia | 2011 - 2013     |
| APIA Leichhardt             | Australia | 2014            |
| Manly United                | Australia | 2015            |
| Central Coast Mariners      | Australia | 2016 - 2017     |
| Davao Aguilas Football Club | Filipinas | 2017 - Presente |

### Selección nacional
Hizo su debut con Papúa Nueva Guinea en un amistoso ante Singapur disputado en septiembre de 2014.